# 侍灵演武
《侍靈演武》是一部由白貓所作，左小權編劇的漫畫作品，於2012年5月開始在人民郵電出版社的尚漫上連載。
2016年1月宣佈動畫化，並於同年10月開始播放。

## 故事簡介
中國荊州，歷史書將此地標為三國時代的「兵家必爭之地」。對這個散發著「三國歷史」氣息的城市感到討厭的高中生·孫宸，在做了一個噩夢並醒來後，接二連三發生了異常事件。其後，在莫名其妙的情況下，三國時代的名將·魏延出現在孫宸的面前，並打算取其性命。在千鈞一髮之際，一名神秘的美少女突然出現在孫宸面前……

## 登場人物
孫宸（聲：马正阳（中）、水岛大宙（日））
持有武将卡牌：周瑜
荊州的高中生，討厭三國歷史對家鄉的極端影響。
以夢中的事為契機，疑在說出「要是三國從這個時代消失就好」後被捲入事件，並踏入三國武將的戰鬥中。
周瑜口中的“庸主”，疑似孙策转世。
周瑜（聲：季冠霖（中）、田边留依（日））
周瑜，字公瑾，原是三國時代孫吳的將軍。被孫宸抽中並召喚，而成為他的武將。
美人，但女子力較低。忠勇堅強。
擁有神器:風之鎮魂琴

凌雲（聲：刘婧荦（中、日））
持有武将卡牌：關羽
孫宸的同學，智慧的美人優等生。驕傲且高貴，對自己和別人都相當嚴厲。
家族世代保護「南方離宮」，作為後繼者具有一定的責任感。
离宫陷落后与孙宸、马麟威等前往成都“坤宫”。
馬麟威（聲：張杰（中）柿原徹也）
持有武将卡牌：马良
马麟威原本是一个流浪儿，后在争斗中为“黄巾军”大姐头凰牙收服，多年后凰牙告别离去、三国时代消失“黄巾军”为人遗忘，马麟威意外成为武将“马良”的主公，然而无法驱使武将……
个性不羁，擅长体术。
水鏡先生（聲：三瓶由布子）
已死
漢獻帝（聲：西村智博）

張先生（聲：新垣樽助）

養護教諭（聲：日野麻里）

魏延（聲：松田健一郎）

伯安子（聲：浪川大輔）
壞人
周倉（聲：豐永利行）

程普（聲：菅生隆之）

曹性（聲：堀江瞬）

鳳牙（聲：小清水亞美）

## 出版書籍

### 漫畫
| 卷數 | 人民郵電出版社 | 人民郵電出版社     |
| 卷數 | 發售日期       | ISBN               |
| ---- | -------------- | ------------------ |
| 1    | 2012年8月1日   | ISBN 9787115287502 |
| 2    | 2013年1月1日   | ISBN 9787115301512 |
| 3    | 2013年7月1日   | ISBN 9787115312358 |

## 電視動畫

### 製作人員
- 原作：白猫（《侍靈演武》（中國）人民郵電出版社《尚漫》連載中）
- 總監督：靜野孔文
- 監督：渡部穩寬
- 系列構成：本田雅也
- 人物設計：宮澤努
- 總作畫監督：宮澤努、櫻井正明、一居一平
- 美術監督：古賀徹
- 道具設計：大河廣行
- 效果監修：橋本敬史
- 色彩設計：川上善美
- 攝影監督：淺川茂輝
- 編輯：佐佐木紘美
- 音響監督：清水勝則
- 音樂：立山秋航
- 音樂制作：MAGES.
- 動畫制作：Studio Pierrot

### 主題曲
片頭曲「SOUL BUSTER」
作詞、作曲：志倉千代丸，編曲：奥山，主唱：彩音
片尾曲「MY OWN LIFE」
作詞、作曲：Ayumu，編曲：小澤正澄，主唱：Zwei

### 各話列表
| 話數   | 日文標題 | 中文標題 | 劇本     | 分鏡         | 演出                   | 作畫監督                             |
| ------ | -------- | -------- | -------- | ------------ | ---------------------- | ------------------------------------ |
| 第1話  |          | 乙       | 本田雅也 | 渡部穩寬     | 渡部穩寬               | 一居一平、Lee joung koug             |
| 第2話  |          | 了       | 本田雅也 | 渡部穩寬     | 渡部穩寬               | 一居一平、Hue Hey Jung               |
| 第3話  |          | 夕       | 本田雅也 | 渡部穩寬     | 長濱亘彦               | 櫻井正明、Lee Joung Koug             |
| 第4話  |          | 厄       | 本田雅也 | 渡部穩寬     | 長濱亘彦               | 櫻井正明、Hue Hey Jung               |
| 第5話  |          | 矢       | 本田雅也 | 福島利規     |                        | 一居一平、Lee Joung Koug             |
| 第6話  |          | 戎       | 本田雅也 | 福島利規     | 櫻井正明、Hue Hey Jung |                                      |
| 第7話  |          | 臣       | 本田雅也 |              | 高本宣弘               | 金丸綾子、飯田遙、池津壽惠           |
| 第8話  |          | 炎       | 本田雅也 | Park Hey Ran | 高本宣弘               |                                      |
| 第9話  |          | 契       | 本田雅也 | 福島利規     | 長濱亘彦               | Seo Jeong Ha                         |
| 第10話 |          | 鬼       | 本田雅也 | 福島利規     | 長濱亘彦               | 櫻井正明、Hue Hey Jung               |
| 第11話 |          | 崩       | 本田雅也 | 渡部穩寬     | 渡部穩寬               | 櫻井正明、Lee Joung Koug             |
| 第12話 |          | 朝       | 本田雅也 | 渡部穩寬     | 高本宣弘               | 一居一平、Park Hey Ran、Hue Hey Jung |

## 外部連結
- 《侍靈演武》官方網站 （日語）
- 《侍靈演武》的X（前Twitter） （日語）
- 《侍靈演武》的Facebook專頁